# Квинт Цецилий Бас
Квинт Цецилий Бас (на латински: Quintus Caecilus Bassus) e римски конник през 1 век пр.н.е.
През 59 пр.н.е. e квестор. През гражданската война Бас е на страната на Помпеянците. През 46 пр.н.е. става претор в Сирия. През пролетта на 46 пр.н.е. той се бунтува с части от войската против управителя на Сирия Секст Юлий Цезар и го убиват. Намира подкрепа в сирийския град Аретуза. През 44 пр.н.е. с два легиона го подкрепя и Гай Антисций Вет. През 44 пр.н.е. управителят на Сирия Луций Стай Мурк пристига с три легиона се и бие с него безуспешно. Мурк и проконсулът и управител на Витиния Квинт Марций Крисп също с три легиона обкръжават Бас в Апамея. През 43 пр.н.е. в Сирия пристига убиецът на Цезар Гай Касий Лонгин и взема двата легиона на Бас, също така шестте на Крисп и Мурк, които признават Касий като главнокомандващ.